# الحناك (وضرة)

تعديل مصدري - تعديل

الحناك هي إحدى قرى عزلة دعقين والحناك بمديرية وضرة التابعة لمحافظة حجة، بلغ تعداد سكانها 547 نسمة حسب تعداد اليمن لعام 2004.